# ジョージ・シンプソン
ジョージ・シンプソン（George Sidney Simpson、1908年9月21日 - 1961年12月2日）は、アメリカ合衆国の陸上競技選手である。彼は、1932年ロサンゼルスオリンピックで、男子200メートル競走で銀メダルを獲得した。

## 経歴
シンプソンは、オハイオ州のコロンバスで生まれた。
シンプソンは、100ヤードを9秒4で走った最初の人物である。しかし、彼はスターティングブロックを使っていたため、この記録は公認されなかった。彼は1930年に、220ヤード競走において、NCAA主催大会とAAU主催大会の両方で優勝している。
1932年のロサンゼルスオリンピックで、彼は100メートル競走で10秒53の記録を出して4位に入り、200メートル競走では21秒4の記録で銀メダルを獲得した。
なお、シンプソンは1929年に非公式ながら当時の200メートル競走の世界タイ記録（20秒6）を出している。